# Idiodonus cruentata
Idiodonus cruentata är en insektsart som beskrevs av Georg Wolfgang Franz Panzer 1799. Idiodonus cruentata ingår i släktet Idiodonus och familjen dvärgstritar. Inga underarter finns listade i Catalogue of Life.